# Kai Vittrup
Kai Vittrup (født 10. november 1943 i Struer) er en dansk chefpolitiinspektør i politiet, hvor han har været chefpolitiinspektør for ordenspolitiet i København siden 1996. I kraft af denne stilling var han chef for sikkerheden under EU-topmødet i København i 2002.
I 2004 udkom interviewbogen Man skal gøre en forskel – tanker fra Basra og omegn, om Kai Vittrups liv, særligt hans udstationeringer i verdens brændpunkter. Bogen er skrevet af journalist Andreas Fugl Thøgersen i samarbejde med Kai Vittrup (forlaget People's Press).

## International karriere
Kai Vittrup har været udsendt for FN til flere af verdens brændpunkter, bl.a. på Balkan (både i Kroatien og Bosnien-Hercegovina), i Øst-Timor, Irak og senest i Sudan.
Han har i perioden 2004-06 med stor succes været leder af FN’s politistyrke i Kosovo.
I juli 2006 blev han udpeget til at fungere som chef for politidelen af FN’s fredsbevarende mission i Sudan, UNMIS. Her bliver han chef for cirka 650 politifolk fra 39 forskellige lande.

## Ordener og priser
- Ridder af Dannebrog, tildelt 18. juni 1997
- Hæderstegnet for 25 års god tjeneste i politiet
- Finlands Løves Orden (Finland)
- Ebbe Muncks Hæderspris, tildelt 10. november 2006